# Gabriela Escobar
Gabriela Escobar Dobrzalovski (Montevideo, 1990) es una escritora y música uruguaya.

## Biografía
Nacida y criada en Montevideo, Uruguay, Escobar Dobrzalovski ha participado en antologías colectivas de poesía, incluyendo Devotas, "una colección de textos lésbicos, escritos por [autoras] lesbianas"de Uruguay, Argentina y Brasil, publicado por la editorial uruguaya Fardo.
En 2021 publicó su primera novela Si las cosas fuesen como son, el cual le valió el Premio Juan Carlos Onetti de Narrativa de ese mismo año. Dos años más tarde, la novela fue publicada en Chile y España.